# YU-A
YU-A（ユア、1986年5月29日 - ）は、日本のシンガーソングライター。
2005年、オーディション番組『歌スタ!!』に出演し、合格。先に合格していたCHiE、DEMとともにガール・グループFoxxi misQを結成し、2006年にシングル「Tha F.Q's Style」でメジャー・デビュー。グループは、2010年に活動を休止した。ソロ歌手としては、2008年に童子-Tの楽曲「願い」に客演で迎えられる。2009年4月22日にシングル「逢いたい…」で、ソロデビューを果たした。

## 略歴
音楽との出会いは幼少の頃。母の影響でマイケル・ジャクソンやプリンスを見て、音楽、ダンスに興味を持つようになる。2002年、16歳の時に地元札幌にてダンスを本格的に習い始める。同年、コンサドーレ札幌チアガール、コンサドールズに、当時最年少の16歳で選ばれた。札幌第一高等学校では右代啓祐と同級生であった。

### 2005年 - 2010年：Foxxi misQでの活動
2005年、音楽プロデューサーのFace 2 fAKEがオーディション番組『歌スタ!!』内で女性3人組からなる「和製デスティニーズ・チャイルド」構想を打ち出す。そのオーディションの12月12日放送回に出演した彼女は、MISIAの「飛び方を忘れた小さな鳥」を歌い、合格。CHiE、DEMに次ぎ最後の合格者となった。
2006年7月19日、MCJiNを迎えたシングル「Tha F.Q's Style」でメジャーデビューを果たした。2007年には、スタジオ・アルバム『GLOSS』を発表。2010年7月19日、公式サイトにおいて活動休止が発表された。活動再開の時期は未定で、メンバー各々がソロ活動をしていく事となった。グループは2006年のデビューから2010年の活動休止まで、アルバム1枚とシングル7枚を発表したほか、客演でいくつかのアーティストに協力した。

### 2008年 - 2009年：ソロ活動開始、『You Are My Love』
2008年9月、童子-Tのアルバム『12 Love Stories』の収録曲「願い」に参加。着うたダウンロード数が110万、RBT配信開始以来52週連続で100位内にランクインした。
2009年4月8日発売のMiss Mondayのアルバム『Love & The Light (w/a white lie)』の収録曲「君がくれたもの feat.YU-A(Foxxi misQ)」に参加。
2009年4月22日、シングル「逢いたい…」でソロデビューを果たす。自ら作詞したストレートな歌詞が10代、20代の女性に圧倒的な支持を得て、4月8日から先行配信が開始された着うたフルで4日連続2位を獲得。また、携帯電話向け歌詞表示サイト「デジ歌詞JOYSOUND」では4月6日の初掲載から7日間連続で閲覧数1位を獲得の他、4月度月間ランキング1位になった。オリコンチャートでは初登場22位。同年7月、2枚目のシングル「夕日」を発表。本人曰く、自身は“雨女”で「夕日」のPVで使用されている夕日は実は合成で、実際の天候は豪雨であったとラジオ番組などで述懐している。
1枚目のスタジオ・アルバム発売に先駆けて配信限定シングルを8月、9月、10月の3か月連続で発売する。その第1弾となった「大好きだから」はTHE STYLISTICSの楽曲「You Are Everything」をサンプリングしたもので、7月28日にレコチョクにて先行配信が開始された。レコチョクで7月29日から7日連続で着うたデイリーランキングトップ10入り、着うたフルでもデイリー最高3位（8月19日付け）を記録。第2弾はEvery Little Thingの1998年の楽曲「Time goes by」のカバーで8月26日に配信が開始された。第3弾の「嫌いになれたら」は9月16日に配信が開始された。
同年、2009年10月に1枚目のソロアルバム『You Are My Love』を発表、オリコンチャートで週間初登場8位を記録（翌週10位）。累計売上も10万枚を越え、スマッシュヒットとなった。同年12月16日発売の童子-Tのアルバム『4 ever』のリードトラックで、「願い」の第2章と称される「想い」に参加。

### 2010年 - 2012年：『2 Girls』
2010年3月3日、3枚目のシングル「そばにいて、すぐ消えて。」を発表。その後リリースされるアルバム『2 Girls』まで続く二面性をテーマにした創作活動のきっかけになった作品である。自身、取材では「自分の中に静と動の要素が共存しており、アーティスト活動にもそれは現れていて、端的にはバラードとダンスという形で現れている」と語っている。地方タイアップは北海道文化放送「どぉーだ!Presents タカトシ牧場」 （2010年3月-、エンディングテーマ） 。カップリングの『I can』は『ぐるぐるナインティナイン』のエンディングテーマ（2010年4月 -）に起用された。
同年8月25日に4枚目のシングル「忘れられない恋」を発表。テレビ朝日系『Future Tracks→R』の8月オープニングトラックに起用された。カップリングの「夏の思い出」は日本テレビ系『浜ちゃんが!』のエンディングに起用された。
同年12月1日に、フィーチャリングにMUNEHIROを迎えた5枚目のシングルで「CHANGE」を発表。MUNEHIROには制作締め切りの1週間前にオファーした。もともと同じバイブスを持ったアーティストだとYU-A自身感じていた様で、制作についてもそれぞれが持ち寄った歌詞がピッタリはまったと語っている。日本テレビ系、MIDNITEテレビシリーズ『プリズンブレイクファイナルシーズン』エンディングテーマに起用された。
翌2011年2月に、2枚目のアルバム『2 Girls』をリリースし、オリコン初登場5位を獲得（自身最高位）。『そばにいて、すぐ消えて。』からテーマとした二面性が各所に表現され、Baby Girlサイドとされる前半はバラード、Bad Girlサイドとされる後半ダンスチューンと明確に分かれていることや、前半は日本語タイトルが並び、後半は英語が並ぶなどにも感じられる。また、収録時間も74分を越え、制作の最終段階まで収録出来るか不安だったと語る意欲作になっている。うち、「見守っていたい」はTBS系バラエティ番組『イチハチ』エンディングテーマに起用された。ミュージックビデオにはライセンス・中村アンが出演して話題になる。
その後、初の地元・札幌でのワンマンライブを含む、全国5か所でのYU-A 2Girls Live Tour「PERFORMANCE 2011」を行う。ツアーのファイナルは、25歳の誕生日の5月29日に、ラフォーレミュージアム六本木にて開催。超満員の中でツアーの幕を閉じた。前年のツアーから表現されているダンスパフォーマンスを全面に押し出したライブパフォーマンスは“泣き歌”のイメージが先行しているなかで、彼女のポテンシャルの深さを感じさせるものだった。
同年5月25日には、6枚目のシングル「夜明けが来るまで」をリリース。東日本大震災発生当日にライブのため水戸にいて、予定されていたライブは中止、一般道を17時間かけて帰京する中、甚大な被害をニュースで知り、そのときの気持ち「当たり前と思っていたことが、当たり前じゃない、大切なものを感じながら生きることの大切さ」（本人談）を歌った作品である。YouTubeにピアノバージョンとしてワンコーラスだけアップした同曲は、多くのコメントが寄せられたため、シングルとして発売となった。
同年7月20日には、童子-Tとシングル「誓い feat.YU-A」に参加。「願い」「想い」に続く3部作の完結編となるこの作品は、着うた初登場2位でランクインとなるなど、発売前から話題となっていた。
同年9月7日には、母へ向けて感謝の気持を書いた5枚目のシングル「ごめんね、ママ」を発表。ミュージックビデオには実際に母親がシルエットで出演している。監督は須永秀明。
2011年9月7日、「2 Girls Live Tour PERFORMANCE 2011」at LAFORET MUSEUM ROPPONGI 5.29 LIVE DVD発売。
2012年、所属事務所をよしもとクリエイティブ・エージェンシーに移籍。
2012年2月12日、8枚目のシングル「あなたの笑顔」をリリース。読売テレビ・日本テレビ系列木曜ミステリーシアター「デカ黒川鈴木」エンディングテーマに起用された。ミュージックビデオにはドラマの繋がりから板尾創路が出演している。監督は園田俊郎。
2012年5月23日、3枚目のアルバム「DREAM」をリリースし、色んな形の「夢」をテーマに制作していった。
- 「片想い」朝日放送・テレビ朝日系　全国ネット「Oh! どや顔サミット」エンディングテーマ
- 「あなたの笑顔」読売テレビ・日本テレビ系 全国ネットドラマ「デカ黒川鈴木」主題歌
- 「ごめんね、ママ」フジテレビ「HEY!HEYHEY!MUSIC CHAMP」9月・10月度エンディングテーマソング
- 「Hey Ladies!」南海キャンディーズ しずちゃん 公認応援ソング
- 「I WANT YOU」関西テレビ「流行りん♥モンロー!」エンディングテーマ曲
- 「LINK」第4回沖縄国際映画祭 出品作品（北海道沼田町）「ユキモノガタリ」主題歌

2012年11月28日、9枚目のシングル「優しい顔で近づかないで」をリリース。
- 読売テレビ・日本テレビ系　木曜ミステリーシアター「赤川次郎原作 毒＜ポイズン＞」主題歌
ミュージックビデオにはドラマの繋がりから綾部祐二が出演。監督は久保茂昭。
- 宇野亜喜良氏による書き下ろしスペシャルジャケット
- 本人が宇野亜喜良氏の大ファンだった事から実現した。

2012年12月26日、「YU-A DREAM Live Tour PERFORMANCE 2012 at SHIBUYA-AX 10.5」発売。ダンサー4名と生バンド5名を従えフルメンバーで挑んだこのツアーは、本人のピアノ弾き語りシーンや、バク転にソロダンスと様々なパフォーマンスを見せた。

### 2013年 - 現在：『PURPLE』
2013年3月2日、 TOKYO GIRLS COLLECTION at Yoyogi National Stadium 1st Gymnasium on 2013.3.2.sat 出演。
2013年4月より札幌テレビ放送（STV）の深夜番組・「ジョシスタ」にレギュラー出演。
2013年6月、「YU-A×クリスタルチャペル キャンペーン」
2013年7月10日、10枚目のシングル「Flavor」をリリース。自身のヘアカラーを紫にし、アッパーチューンでキュートな一面を見せた。ミュージックビデオに友人でもある、植野有紗が出演。
2013年11月27日、ベストアルバム「SINGLE COLLECTION」を全曲最新デジタルリマスターでリリース。デビューシングル「逢いたい」から最新シングル「FLAVOR」までのシングル、そして初回盤には今までの全ミュージックビデオ（18曲）全て収録した。YU-A初のベストアルバムで、新曲「Try Again」を収録、グアムでの撮影で自身がスカイダイビングに挑戦してその映像が「Try Again」のミュージックビデオにおさめられている。
2014年4月19日、「GirlsAward 2014 SPRING / SUMMER」出演。
2014年5月21日、「You are my superman」発売。FC盤も同時発売。スーパーマン役にはエスパー伊東が出演。「Flavor」の振付を担当した、ダンサーIGも出演、振付を担当。IG氏はこのあとYU-Aのライブには欠かせない存在となり、その愛くるしいキャラクターからも「あいにゃん」と呼ばれ、YU-ANISTAにはお馴染みとなっている。
2014年7月、「YU-A×セントラグーナチャペル キャンペーン」。
2014年10月1日、「GirlsAward 2014 AUTUMN / WINTER」出演。
2014年2月28日、「TOKYO GIRLS COLLECTION TGC 10th Anniversary」出演。
2015年3月18日、4枚目のアルバム「PURPLE」をリリース。全15曲すべて新曲となっている。通常盤には「フライドポテト」が追加され、全16曲となっている。ちなみに、「Flavor」は「SINGLE COLLECTION」に収録され、最新シングル「You are my superman」は、今作の収録からは外されている。
- 「one love」 - TBS「生き物にサンキュー」1月クールエンディング
- 「DE!!SHO!!YA!! feat.A.F.R.O」 - 北海道文化放送「土曜プレゼンアワー」
- フランキーヴァリのカバー楽曲「Can't Take My Eyes Off You 〜君の瞳に恋してる〜」

2015年3月27日、「GIRLS BLOGGER STYLE 2015 S/S」出演。
同年7月から自身最長のロングツアーとなる、 「YU-A PURPLE Live Tour PERFORMANCE 2015」を全国12カ所12公演を行う。ツアーファイナルとなる新宿Renyでは、トレードマークとなっていたそのロングヘアーをステージ上で切る「断髪式」を行った。
2016年6月6日、自身初の配信シングル「30 -My Thirty-」を配信。自身が30歳を迎えた心境を、語りと歌という新しいアプローチで楽曲を制作した。この配信シングルを引き下げて、ライブツアー「YU-A Live Tour 2016〜あと2キロが落ちないの〜」を全国5箇所で行う。ファイナルの新宿ReNYでは、終演後アフターパーティーとして、ヨガを取り入れたお客さん参加型のイベント「YOGANISTA Supported by Hot Yoga Studio LAVA」を開催。ヨガと音楽を融合した新しいパフォーマンスを見せた。
2016年11月に自身のブログにて同年10月に一般男性と結婚していたことと同時に妊娠していることを報告。2017年5月7日、第一子となる男児を出産した。
2018年5月30日、3年ぶりとなるオリジナルアルバム「OFF」を発売。先述の「30 -My Thirty-」のリミックスや「ごめんね、ママ」の2018Re-masterを含む全8曲。DVD収録のショートフィルム「うたうさかな」には俳優の成田凌と女優の森川葵が出演している。

## ディスコグラフィ
スタジオ・アルバム
- You Are My Love（2009年）
- 2 Girls（2011年）
- DREAM（2012年）
- SINGLE COLLECTION（2013年）
- PURPLE（2015年）
- OFF（2018年）

## ライブツアー
- YU-A 1st LIVE TOUR
2010年3月26日［東京］渋谷CLUB QUATTRO
2010年3月28日［大阪］心斎橋CLUB QUATTRO
2010年3月29日［名古屋］名古屋CLUB QUATTRO

- YU-A 2Girls Live Tour PERFORMANCE 2011
3月5日［大阪］BIG CAT
3月6日［名古屋］CLUB QUATTRO
3月21日［福岡］BEAT STATION
3月25日［札幌］KRAPS HALL
4月1日［東京］LIQUIDROOM ※震災のため中止
5月29日［東京］LAFORET MUSEUM ROPPONGI
YU-A:Vocal　NANAKO(OH GIRL!):DANCER　REIKO(OUTSET):DANCER　FUYUMI:DANCER　SHIKINO:DANCER
MAKO-T:KEYBOARDS

- ESP × YU-A YU-Action☆ Project Premium LIVE
10月14日［東京］ESPミュージカルアカデミー12号館　club 1ne2wo
10月16日ESPエンタテインメント本館 Club GARDEN OPEN
かどしゅんたろう:DRUM　人時:BASS　黒田晃年:GUITAR　MAKO-T:KEYBOARDS　ルンヒャン:KEYBOARDS&CHORUS

- YU-A DREAM Live Tour PERFORMANCE 2012
9月8日［大阪］BIG CAT
9月14日［名古屋］Electric LadyLand
9月21日［札幌］Sound Lab mole
9月28日［福岡］BeatStation
10月5日［東京］SHIBUYA-AX
YU-A:Vocal　NANAKO(OH GIRL!):DANCER　REIKO(OUTSET):DANCER　FUYUMI:DANCER　SHIKINO:DANCER
かどしゅんたろう:DRUM　御供信弘:BASS　黒田晃年:GUITAR　宮崎裕介:KEYBOARDS　ルンヒャン:KEYBOARDS&CHORUS

- YU-ANISTA Live Tour 2013 〜Spring〜
4月29日［大阪］Music Club JANUS
4月30日［東京］duo MUSIC EXCHANGE

- YU-ANISTA Live Tour 2013 〜Summer〜
8月10日［福岡］BeatStation
8月18日［大阪］umeda AKASO
8月23日［東京］duo MUSIC EXCHANGE

- YU-ANISTA Live Tour 2013 〜winter〜
12月21日［福岡］BeatStation
12月22日［大阪］umeda AKASO
12月23日［東京］duo MUSIC EXCHANGE

- YU-ANISTA Live Tour 2014 〜Summer〜
6月15日［大阪］umeda AKASO
6月18日［福岡］BeatStation
6月28日［東京］duo MUSIC EXCHANGE

- YU-ANISTA Live Tour 2014 〜Winter〜
11月8日［福岡］BeatStation
11月9日［大阪］umeda AKASO
11月23日［東京］duo MUSIC EXCHANGE

- YU-A PURPLE Live Tour PERFORMANCE 2015
7月5日［大阪］umeda AKASO
7月11日［横浜］BAYSIS
7月12日［茨城］club SONIC mito
7月17日［札幌］KRAPS HALL
7月25日［兵庫］神戸VARIT
7月26日［京都］京都MOJO
8月7日［名古屋］ell.FITS ALL
8月8日［千葉］柏ドーム
8月15日［熊本］熊本B.9 V2
8月16日［福岡］DRUM Be-1
8月23日［仙台］仙台HOOK
8月30日［東京］新宿ReNY
Performer:IG　Guitar:Naoki Ikumoto　Drums:Takazumi Katayama

- YU-ANISTA LIVE TOUR 2016 NEWYEAR 〜しゃべる、うたう、やせる?〜
1月16日［東京］Mt.RAINIER HALL SHIBUYA PLEASURE PLEASURE
1月17日［大阪］YES THEATER
Performer:Dancer:エリナッチ　Drums:Takazumi Katayama　Keyboards:YUKI KISHIDA
トークゲスト　ミラクルひかる@16日渋谷　スピリチュアル占い師CHIE@17日難波

- YU-A Live Tour 2016〜あと2キロが落ちないの〜
6月25日［大阪］OSAKA MUSE
7月2日［福岡］DRUM Be-1
7月9日［札幌］KRAPS HALL
7月16日［名古屋］ell.FITS All
7月18日［東京］新宿ReNY